# Paul Sarwe
Axel Paulus Sarwe, född 22 mars 1895 i Uralbergen, död 21 december 1967 i Degerfors, var en svensk journalist och idrottsledare. Han var ordförande i Degerfors IF.
Paul Sarwe var son till missionären Wilhelm Sarwe.